# 王璟 (弘治進士)
王璟（1456年—？），字明仲，雲南臨安府建水州人，民籍，明朝政治人物。

## 生平
成化二十二年（1486年）丙午科雲南鄉試第三十九名舉人，弘治三年（1490年）中式庚戌科會試第一百四十三名，三甲第七十三名進士。授懷寧縣知縣，十年（1497年）四月升南京廣東道監察御史，丁憂歸，服闋，十七年（1504年）五月起為貴州道監察御史，正德二年（1507年）巡按四川，出為邵武府知府，六年（1511年）正月考察以不謹閒住。

## 家族
曾祖王山集；祖父王政；父王英，母洪氏。慈侍下。